# Choi Bool-am
Choi Bool-am (* 15. Juni 1940 in Incheon, Korea) ist ein südkoreanischer Schauspieler und Professor. Er ist mit der Schauspielerin Kim Min-ja verheiratet. Gemeinsam haben sie einen Sohn und eine Tochter.
Nach einer Umfrage von Gallup Korea im Jahr 2014 ist er nach Kim Soo-hyun der zweitbeliebteste Schauspieler in Südkorea.

## Filmografie

### Filme
- 1967: Light and Shadow (빛과 그림자)
- 1968: Female Bandits (여마적)
- 1968: The Wings of Lee Sang (이상의 날개)
- 1968: Vega (직녀성)
- 1969: Eunuch (내시)
- 1969: Madam Freedom (자유부인)
- 1970: The Evening Bell (만종)
- 1970: What’s the Use of Crying (울기는 왜 울어)
- 1970: Scamp in Hanyang (한양건달)
- 1970: The Sun Never Gets Old (태양은 늙지 않는다)
- 1970: Nobody Knows (아무도 모르게)
- 1970: Friendship of Hope (내일있는 우정)
- 1971: Burning Revenge (불타는 복수)
- 1971: Insaeng Yuhaksaeng (인생유학생)
- 1971: What Happened That Night (그날밤 생긴 일)
- 1971: Say Goodbye Like a Man (사나이 멋진 이별)
- 1971: Na-ege Jogeoeun Eopda (나에게 조건은 없다)
- 1972: Nongae (논개)
- 1972: Uisa An Jung-geun (의사 안중근)
- 1972: Looking for Sons and Daughters (아들 딸 찾아 천리길)
- 1972: A Wonderful Life (멋진 인생)
- 1972: One to One (1대1)
- 1973: Father (부 – 기러기 가족)
- 1973: Young Ones (바람아 구름아)
- 1973: Age of Maiden (처녀시절)
- 1973: Married on the Bull (황소타고 시집왔네)
- 1973: With My Love Forever (언제나 님과 함께)
- 1973: Testimony (증언)
- 1974: Cheongbaji (청바지)
- 1974: Maeum-eun Jipsi (마음은 짚시)
- 1974: The Unforgettables (잊을 수는 없겠지)
- 1974: Hayan Sonsugeon (하얀 손수건)
- 1974: Hwannyeo (환녀)
- 1974: Pagye (파계)
- 1975: Chun-ja-eui Sarangiyagi (춘자의 사랑이야기)
- 1975: 49-je (49제)
- 1975: Yeong-ja-ui Jeonseong Sidae (영자의 전성시대)
- 1975: Yongmang (욕망)
- 1975: Aejong (애종)
- 1975: Red Shoes (빨간 구두)
- 1975: A Spy Remaining Behind (잔류첩자)
- 1975: Chang-su-ui Jeonseong Sidae (창수의 전성시대)
- 1976: Wangsimni (왕십리)
- 1976: Byeolhana Nahana (별하나 나하나)
- 1976: Graduating Students (졸업생)
- 1976: Jeongmal Kkumi Itdagu (정말 꿈이 있다구)
- 1976: Rocking Horse And A Girl (목마와 숙녀)
- 1976: Love of Blood Relations (혈육애)
- 1976: Gajok (가족)
- 1976: Eomeoni (어머니)
- 1976: Gannani (간난이)
- 1977: Arirang-a (아리랑아)
- 1977: Mun (문)
- 1977: Jinjja Jinjja Joahae (진짜 진짜 좋아해)
- 1978: Unsettling Afternoon (휘청거리는 오후)
- 1978: Sejong Daewang (세종대왕)
- 1979: Dallyeora Man-seok-a (달려라 만석아)
- 1979: Romance Gray (로맨스그레이)
- 1979: Run Towards Tomorrow (내일을 향해 뛰어라)
- 1979: Thoughtless Mo-mo (모모는 철부지)
- 1980: Son of a Man (사람의 아들)
- 1980: Good Windy Day (바람불어 좋은날)
- 1980: The Last Witness (최후의 증인)
- 1981: Three Times Each for Short and Long Ways (세번은 짧게 세번은 길게)
- 1982: Chun-hui (춘희)
- 1987: Our Joyful Young Days (기쁜 우리 젊은 날)
- 1988: Dangerous Scent (위험한 향기)
- 1990: Broken Children (반쪽아이들)
- 1991: Eyes of Dawn (여명의 눈동자)
- 1995: Armageddon (아마게돈, Erzählstimme)
- 2004: Kkabuljima (까불지마)
- 2005: She’s On Duty (잠복근무)
- 2011: Beopjeong Seunim-ui Uija (법정 스님의 의자, Dokumentation, Erzähler)

### Fernsehserien
- 2006: Princess Hours (궁)